# Hans Sanden (Schauspieler, 1891)
Hans Sanden (* 17. März 1891 in Berlin; † 12. April 1967 ebenda) war ein deutscher Schauspieler, Dramaturg und Regisseur.

## Leben
Hans Sanden war der Künstlername von Hans Asch (Geburtsname), der als Sohn der Familie eines Rabbiners geboren wurde. Seine Schauspielkarriere begann 1911 in Gleiwitz und führte über die Theater in Mühlhausen/Thüringen, Breslau, Saarbrücken und München im Jahr 1921 an verschiedene Theater Berlins. 1929 begann er als Dramaturg im Theater des Westens für die Rotter-Bühnen zu arbeiten, wurde dort Regisseur, Oberspielleiter und Leiter des Besetzungsbüros. Nach dem Zusammenbruch des Rotter-Konzerns 1933 wurde er für eine Spielzeit als Regisseur an das Reichshallen-Operettentheater engagiert. Anschließend inszenierte er an der Wiener Scala und am Neuen Wiener Stadttheater, das er sogar im Herbst 1937 für etwa ein halbes Jahr pachtete.
Da er Jude war, emigrierte Hans Sanden mit dem Anschluss Österreichs nach Frankreich, wo er interniert wurde. Im September 1942 sollte er mit einem Deportationszug in das KZ Auschwitz überführt werden, aus dem er jedoch fliehen konnte. Im Oktober 1942 übertrat er die Schweizer Grenze und wurde dort in ein Arbeitslager verbracht. Hier leitete er gemeinsam mit Max Fischer bis zum Sommer 1947 die Schauspieltruppe der Zentralleitung der Arbeitslager, die der Unterhaltung der Internierten in der Schweiz diente. Hans Sanden blieb noch bis 1951 in der Schweiz und trat regelmäßig in Gastrollen am Stadttheater Chur auf, wo er 1948 in der Uraufführung von Bertolt Brechts Die Antigone des Sophokles unter dessen Regie gemeinsam mit Helene Weigel auf der Bühne stand. 1950 wirkte er im Sommertheater Winterthur.
1951 kehrte Hans Sanden als Schauspieler nach Berlin zurück. Im Jahr 1952 gelang es dem Direktor der Komödie Berlin Hans Wölffer, der Sanden bereits bei Direktion Rotters kennengelernt hatte, diesen als stellvertretenden Leiter und Dramaturgen für sein Theater zu gewinnen. Im Jahr 1963 wurde sein Aufgabenbereich noch durch das Theater am Kurfürstendamm bereichert und erst sein Tod im Jahr 1967 konnte diese Aufgabe beenden.
Hans Sanden war mit der Schauspielerin Elisabeth Curell, eigentlich Curiger, verheiratet.

## Theater

### Schauspieler
- 1932: Oscar Straus: Der letzte Walzer (Bleichwang) – Regie: Armin Münch (Plaza Berlin)
- 1948: Carl Zuckmayer: Des Teufels General (Oderbruch) – Auch Regie (Stadttheater Chur)
- 1948: Bertolt Brecht: Die Antigone des Sophokles (Tiresias)  – Regie: Bertolt Brecht (Stadttheater Chur)
- 1949: Johann Wolfgang von Goethe:  Egmont – Regie: Wilfried Scheitlin (Stadttheater Chur)
- 1949: Arnold H. Schwengeler: Der Fälscher (Gerbrand) – Regie: Markus Breitner (Stadttheater Chur)

### Regie
- 1933: Emmerich Kálmán: Die Faschingsfee (Plaza Berlin)
- 1945: Gotthold Ephraim Lessing: Nathan der Weise (Schauspieltruppe der Zentralleitung der Arbeitslager in der Schweiz)
- 1948: Carl Zuckmayer: Des Teufels General (Oderbruch)  (Stadttheater Chur)